# Armenia Airways
Armenia Airways ist eine armenische Fluggesellschaft mit Sitz in Jerewan.

## Geschichte
Armenia Airways wurde 2013 gegründet. Im Juni 2018 erwarb die Fluggesellschaft ihre ersten beiden Flugzeuge, die sie von der rumänischen TAROM übernahm. Ihren ersten kommerziellen Flug absolvierte die Gesellschaft am 15. Juni 2019.

## Flugziele
Die Fluggesellschaft bedient internationale Ziele. Im europäischen Raum wird Anapa bedient.

## Flotte

### Aktuelle Flotte
Mit Stand Juli 2023 besteht die Flotte der Armenia Airways aus zwei Flugzeugen mit einem Alter von 28,2 Jahren:
| Flugzeugtyp    | Anzahl | bestellt | Anmerkungen  |
| -------------- | ------ | -------- | ------------ |
| Boeing 737-300 | 2      |          | eine inaktiv |
| Gesamt         | 2      | –        |              |

### Ehemalige Flugzeugtypen
- Airbus A310-300
- BAe 146-300
- Boeing 737-500